# 기원전 45년

## 연호
- 전한(前漢) 초원(初元) 4년

## 기년
- 전한(前漢) 원제(元帝) 4년
- 신라(新羅) 혁거세 거서간(赫居世居西干) 13년

## 사건
- 히스파니아 전쟁, 카이사르가 문다 전투에서 승리하여 로마 내란이 끝나다.
- 카르타고와 코린토스 재건 시작

## 탄생
- 왕망, 한나라를 무너뜨리고 신나라를 세운 중국 사람.

## 사망
- 로마의 군인, 티투스 라비에누스